# Cantieri Navali del Tirreno Riuniti
Cantieri Navali del Tirreno Riuniti era una società italiana, con sede a Genova, che operava nel settore della cantieristica navale, costituita nell'aprile 1966, ma le cui origini risalgono al 1906. Il gruppo era costituito dalla fusione di due società: i Cantieri del Tirreno con gli stabilimenti di Riva Trigoso e Genova-Le Grazie, rispettivamente con 2.000 e mille addetti, e i Cantieri Navali Riuniti con gli stabilimenti di Ancona e di Palermo, rispettivamente con 3.000 e 5.000 addetti. Le due società facevano parte del Gruppo Piaggio, che sarebbe stato l'unico concorrente privato dell'IRI nel settore cantieristico fino all'inizio degli anni settanta. L'obiettivo della fusione societaria era quello di migliorare l'organizzazione tecnica e amministrativa, ridurre le spese generali, realizzare economie nella ripartizione del lavoro, anche se già all'inizio degli anni cinquanta il gruppo aveva concentrato a Genova la progettazione generale ed esecutiva dei lavori navali e meccanici di tutti gli stabilimenti.

## Storia
La società era stata costituita nel 1906 con la denominazione Cantieri Navali Riuniti, con sede a Genova e successivamente trasformata in Società per Azioni, rappresentava l'esito di un processo di concentrazione meccanico-siderurgica inglobando i cantieri di Palermo, Ancona e Muggiano. La società, controllata dalle Acciaierie Terni rientrava nel piano elaborato da Attilio Odero e Giuseppe Orlando, costruttori navali con stabilimenti a Genova e Livorno e proprietari della maggiore impresa siderurgica italiana. Il piano puntava alla costituzione di un cartello dell'acciaio con l'Elba, la Siderurgica di Savona e la Ligure metallurgica e alla stipulazione di un accordo con la Vickers, grande azienda inglese nel settore delle armi, per fare concorrenza all'asse Ansaldo-Armstrong che si andava componendo negli stessi anni.
La società all'inizio del 1907 acquisì anche la gestione del bacino di carenaggio di Messina. Nel suo primo lustro di vita la società ebbe risultati di bilancio particolarmente negativi, con la produzione che aveva incontrato vari ostacoli, fra cui ricorrenti problemi di approvvigionamento delle materie prime, la difficoltà nel reperire manod'opera qualificata e alcune gravi sciagure, quali l'incendio che nel 1907 danneggiò al Muggiano due transatlantici in costruzione e il terremoto di Messina del dicembre 1908, che devastò il locale bacino di carenaggio. Le cause della crisi in cui la società era precipitata andavano principalmente ricondotte alle scelte strategiche compiute dalla Terni che aveva riservato ai cantieri Odero e Orlando le sostanziose commesse statali, mentre ai Cantieri Navali Riuniti era toccato il compito di attrarre la domanda privata, così, fra il 1906 e il 1911, l'azienda genovese fu costretta a ridurre di tre quinti il numero dei propri addetti e visto dimezzato il valore dei propri impianti.
Nel 1912 la proprietà dei Cantieri Navali Riuniti passò ai Piaggio, che ne possedevano una sostanziosa partecipazione azionaria sin dal 1909. Nelle attività del gruppo erano stati cooptati tutti i figli maschi di Erasmo: Carlo, Amedeo, Giuseppe e Rocco. L'operazione venne guidata dalla Banca Commerciale Italiana che attraverso Giuseppe Toeplitz aveva rastrellato le azioni CNR sul mercato di Torino consegnandole alla famiglia genovese.
Erasmo Piaggio provvide subito a snellire l'azienda, non rinnovando la concessione per il bacino di Messina e vendendo nel 1913 il Cantiere del Muggiano, che venne rilevato dall'adiacente Cantiere FIAT-San Giorgio che era stato impiantato nel 1905.
Alla vigilia della prima guerra mondiale il gruppo Piaggio, affermatosi nell'età giolittiana, estendeva le sue attività in vari settori, fra cui quelli saccarifero, siderurgico, elettrico e chimico, ma soprattutto nell'armamento e nella cantieristica. Nel 1889 per iniziativa del senatore Erasmo Piaggio, allora Amministratore del Banco di San Giorgio, era stata costituita la "Società Esercizio Bacini" per la gestione dei bacini di carenaggio del porto di Genova e dell'Officine Meccaniche di Genova-Le Grazie, entrati in funzione tra il 1892 e il 1893. Erasmo Piaggio era anche amministratore delegato della società Navigazione Generale Italiana, nata nel 1881 che si andava imponendo sui traffici internazionali e per assorbire la maggior parte delle commesse della grande compagnia di navigazione impiantò nel 1898 a Riva Trigoso, nei pressi di Sestri Levante, un cantiere navale realizzato dalla Società Esercizio Bacini.
Nel 1925, per iniziativa di Amedeo e Carlo Piaggio, in accordo con l'ammiraglio Umberto Cagni, allora presidente del Consorzio che gestiva i bacini di carenaggio di Genova e il cantiere di Riva Trigoso, la gestione del cantiere di Riva Trigoso e delle officine meccaniche di Genova venne separata dal servizio dei bacini, che venne affidato al nuovo Ente Bacini di Genova. L’operazione venne completata con la modifica, da parte della Società esercizio bacini, della propria ragione sociale, che si trasformò in Cantieri del Tirreno. La nuova società era costituita del cantiere navale di Riva Trigoso, fino ad allora dedito alla costruzione di mercantili, ma dotato anche di una capace officina meccanica, e dallo stabilimento delle Grazie, destinato a lavori di riparazioni e allestimento navali. A questi impianti si aggiunse, all'indomani della nascita della società, un'ulteriore fabbrica meccanica, acquistata dal Consorzio operaio metallurgico italiano e
attigua allo stabilimento genovese, cui viene annessa. 
Nei cantieri dei due gruppi nel corso dagli anni trenta e nei primi anni quaranta sono state realizzate numerose navi per la Regia Marina. Da ricordare solo alcune come i cacciatorpediniere Carabiniere e Bersagliere costruiti rispettivamente a Riva Trigoso e Palermo, le torpediniere Orione e Orsa realizzate a Palermo, l'incrociatore leggero Pompeo Magno realizzato ad Ancona e la corazzata Giulio Cesare i cui lavori di ricostruzione vennero effettuati nel cantiere di Genova.
Pesantemente danneggiati nel corso della seconda guerra mondiale gli stabilimenti Piaggio vennero ricostruiti e ampliali nell'immediato dopoguerra, allungando gli scali e potenziando le gru, per rispondere alla domanda di navi sempre più grandi e per poter adottare le tecniche di prefabbricazione. Il cantiere di Riva Trigoso ebbe numerose commesse della Marina Militare e a cavallo fra gli anni cinquanta e sessanta, in tale stabilimento vennero costruite diverse navi militari, quali due delle quattro corvette Classe De Cristofaro, le due fregate della Classe Alpino, i cacciatorpediniere Impetuoso e Impavido e l'incrociatore lanciamissili Andrea Doria.
I cantieri del gruppo avevano inoltre puntato sulla diversificazione (turbine, motori diesel, compressori, macchinari per l'industria saccarifera e petrolifera e commesse ferroviarie) e sulle riparazioni e trasformazioni navali, a cui erano destinati i centri produttivi di Genova, dove vennero effettuati i lavori di trasformazione dell'incrociatore leggero Pompeo Magno nel cacciaconduttore San Giorgio, e soprattutto di Palermo, che per la sua favorevole posizione geografica era diventato uno dei principali cantieri di riparazione navale del Mediterraneo, un settore su cui si registrava una domanda in crescita, ma con le insindie di una forte concorrenza internazionale, e per questo erano stati potenziati i bacini galleggianti, che facevano capo alla società controllata Bacini Siciliani.
Nel 1956 la guida del gruppo venne indebolita dalla la morte di Rocco Piaggio, che per di più nel suo testamento aveva lasciato tutto il suo patrimonio, compresi i cantieri, a due fondazioni benefiche senza fini di lucro, intitolate ai fratelli e alla moglie.
Nonostante la fusione delle due società del gruppo avvenuta nel 1966, alla fine degli anni sessanta, al pari della cantieristica pubblica, il gruppo Piaggio risentì dell'aumento dei costi che riguardarono il costo del lavoro, il costo del denaro e il costo dei materiali, per cui subì delle ingenti perdite a causa delle commesse a prezzo bloccato assunte in precedenza. Altri motivi della crisi furono la mancanza di investimenti e di interventi nell'impiantistica e un'esasperata conflittualità tra la dirigenza e gli operai, specie nel cantiere di Palermo; tutto ciò portò, su invito del governo, all'intervento dell'IRI, che nel rilevare il gruppo ottenne dal Ministero delle partecipazioni statali, per far fronte ai nuovi impegni, l'aumento del fondo di dotazione per 680 miliardi di lire e, per non essere gravato dei debiti pregressi del gruppo, ne richiese la liquidazione speciale, che venne stabilita con D.M. 19 agosto 1970. Con la conclusione del processo di liquidazione speciale nell'agosto 1973 la società Cantieri Navali del Tirreno e Riuniti finì sotto il controllo dell'IRI.
Nel 1981 la società rilevò il Cantiere del Muggiano, che venne inquadrato nella Direzione Costruzioni Militari, insieme allo stabilimento di Riva Trigoso, con il quale ha mantenuto e sviluppato ulteriori fasi di integrazione produttiva.
Nel 1984 i "Cantieri Navali del Tirreno e Riuniti", con sede a Genova e cantieri a Riva Trigoso, a Muggiano, a Palermo e ad Ancona vennero a loro volta incorporati in Fincantieri, che da holding finanziaria delle partecipazioni statali assunse direttamente in proprio l'attività operativa delle società che prima controllava.